# جون ووكر (سياسي أمريكي)
جون ووكر (بالإنجليزية: John Walker)‏ هو سياسي أمريكي، ولد في 15 أكتوبر 1770 في مقاطعة برونزويك في الولايات المتحدة، وتوفي في 26 مايو 1838. حزبياً، نشط في الحزب الديمقراطي. وقد انتخب عضو مجلس ولاية ميزوري وانتخب State Treasurer of Missouri ‏ (1833 – 1838).